# Parc de la Gloire éternelle
Le parc de la Gloire éternelle (en ukrainien : Парк Вічної Слави) est un parc à Kiev, en Ukraine.
Il est situé près de la rive du Dniepr. Le Mémorial de la Gloire éternelle s'y trouve.

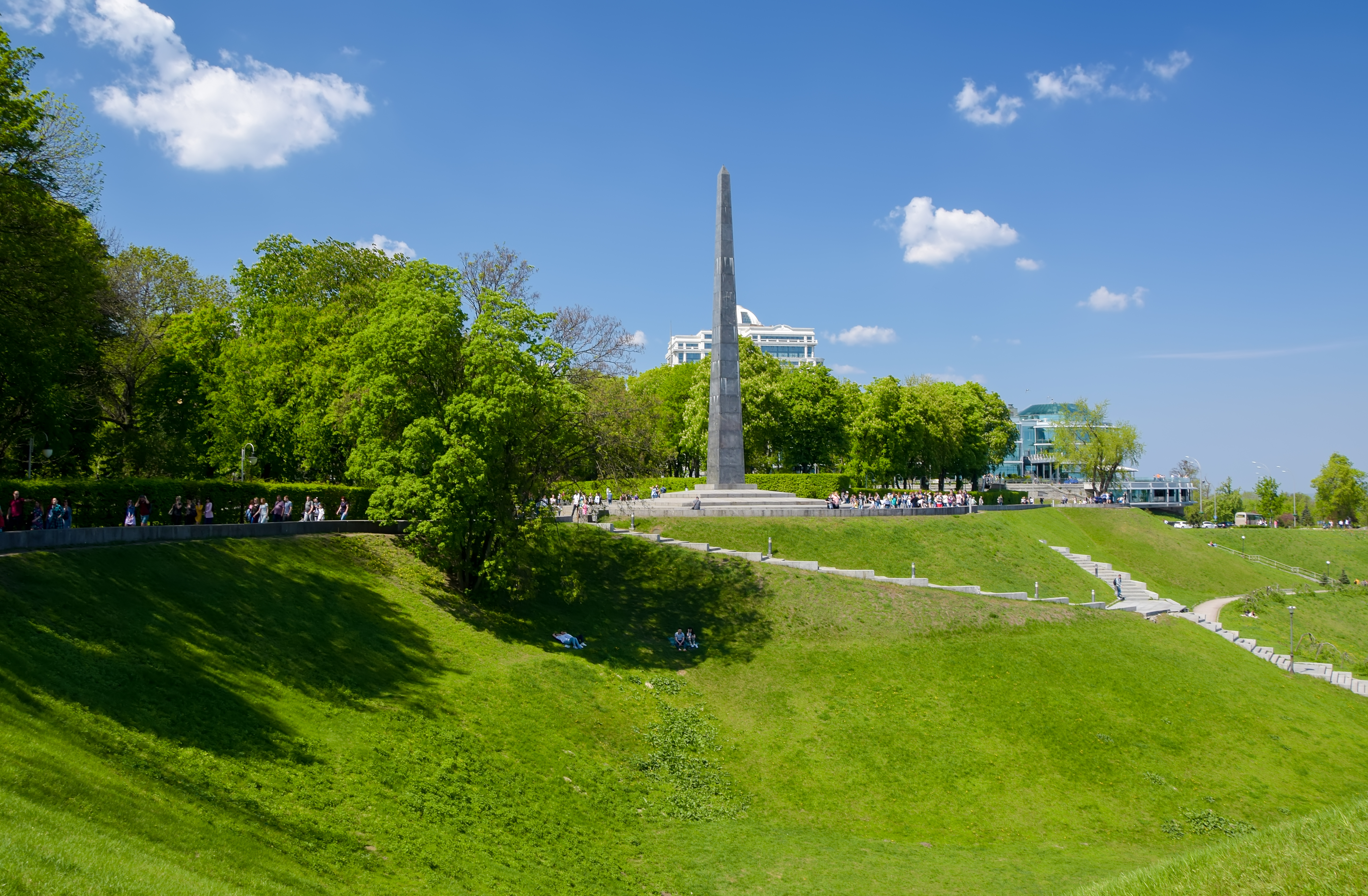
Le Mémorial de la Gloire éternelle dans le parc.
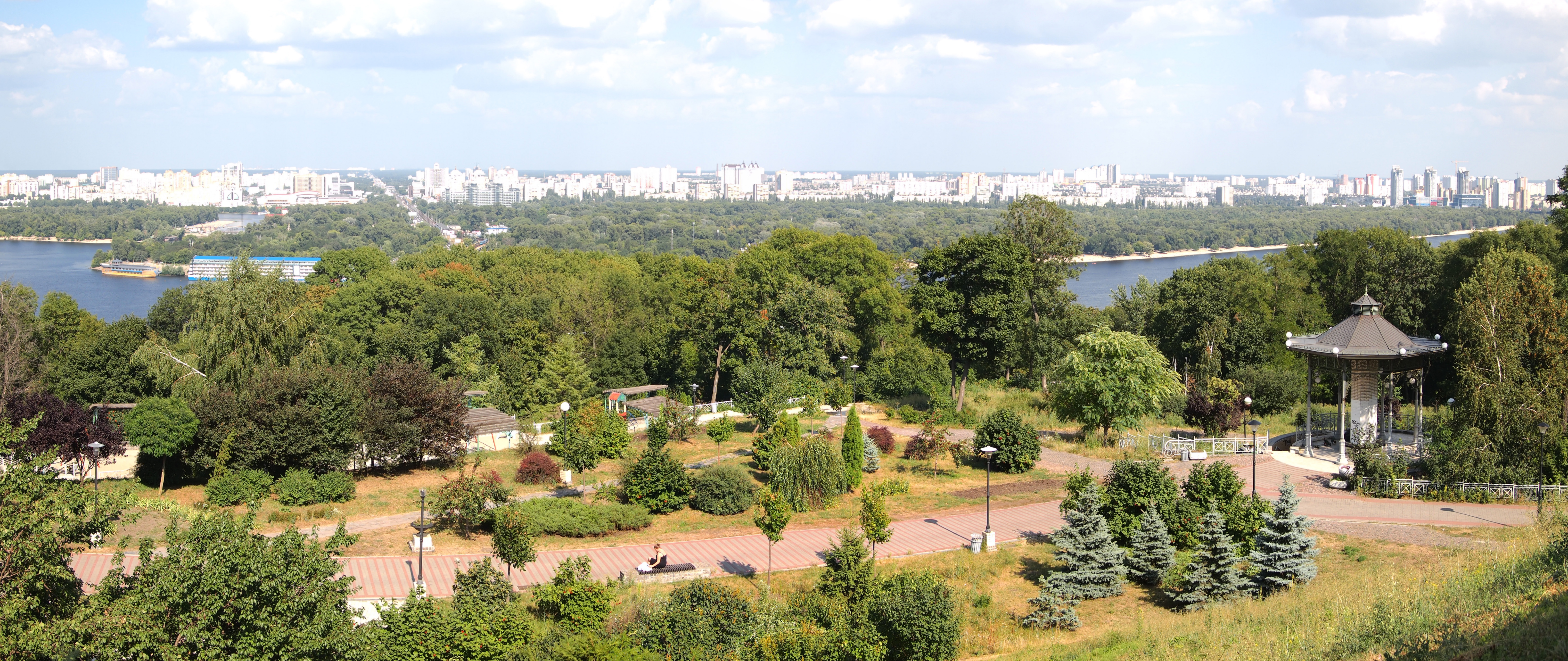
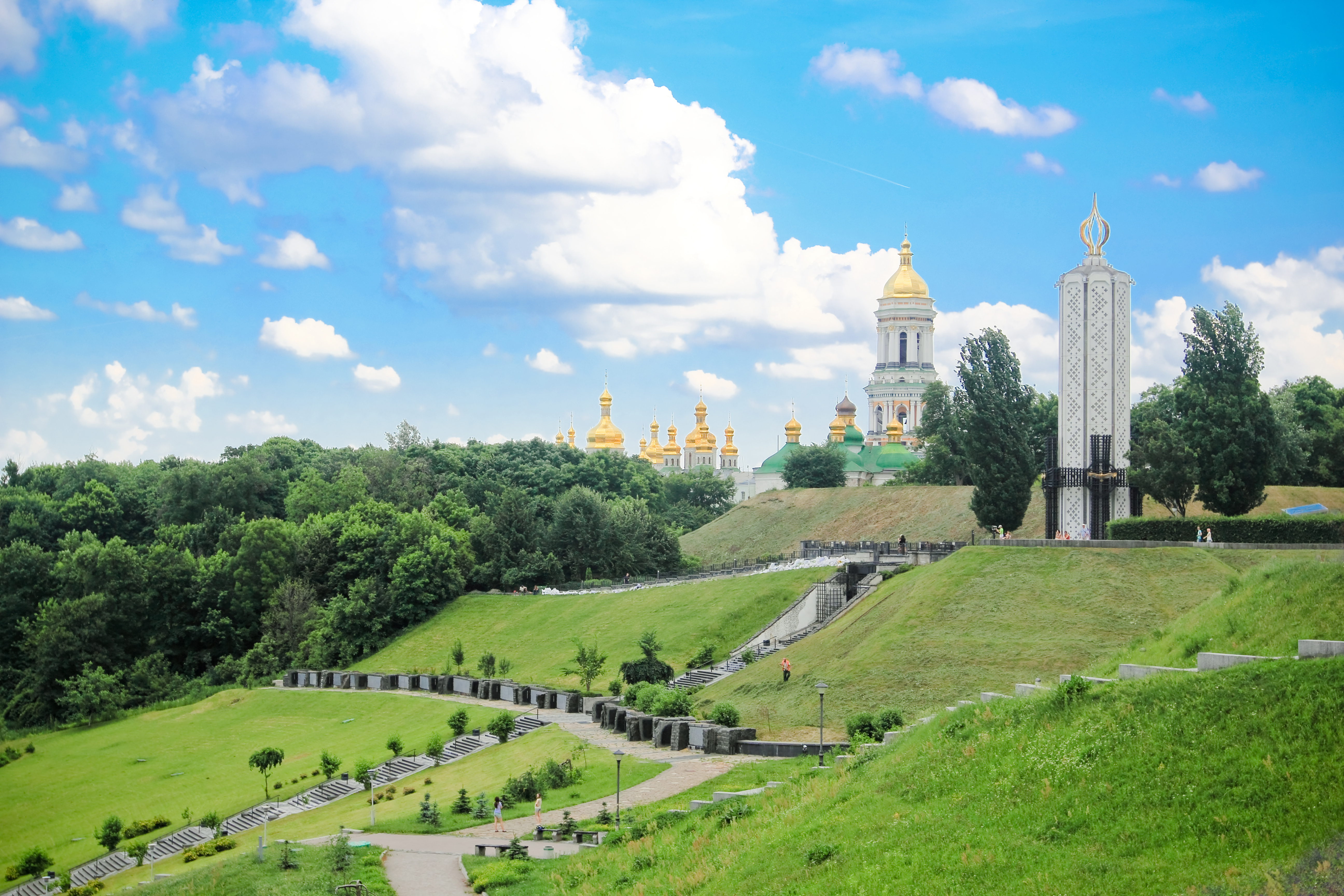